# Château du Bouy
Le château du Bouy est un château situé à Champétières dans le département français du Puy-de-Dôme, en région Auvergne-Rhône-Alpes.

## Historique
La maison forte a été construite vers 1500 sur l’emplacement d’un château plus ancien, dont subsiste probablement la tour ronde à l’extrémité nord-est. Elle a subi un incendie durant la Seconde Guerre mondiale, qui a détruit l’intérieur et endommagé la structure. Le site est également connu comme le berceau de la famille du général de Lafayette.

### Protection
Le château est inscrit au titre des monuments historiques par arrêté du 10 février 2010.

## Description
Il s’agit d’un manoir fortifié typique d’Auvergne, combinant des fonctions militaires et agricoles. L’ensemble comprend la maison principale ainsi que plusieurs bâtiments agricoles. Une pierre romaine réemployée, portant une inscription latine, est visible en façade ouest.